# Pierre Maurel (Unternehmer)
Pierre Maurel (ab 1650 Pierre Maurel de Pontevès; * 29. Oktober 1601 in Aix-en-Provence; † 28. August 1677 ebenda) war ein französischer Geschäftsmann und Großgrundbesitzer. Zu Lebzeiten wurde er als Krösus der Provence bezeichnet.

## Familie
Pierre wurde in eine gut situierte Tuchhändlerfamilie geboren, doch sein Vater, der aus der Hafenstadt La Ciotat stammte und sich erst kurz vor der Geburt seines ersten Sohnes in Aix-en-Provence niedergelassen hatte, starb sehr früh. Seine Eltern, François (ca. 1560–1602) und Sibille, geborene Trouillas (* ca. 1566), hatten am 13. November 1583 geheiratet. Er war das jüngste von vier Geschwistern. Seine beiden älteren Brüder hießen Antoine (ca. 1585–1677) und Blaise (* ca. 1586), seine Schwester Ne (* ca. 1600). Pierre selbst heiratete mehrmals und hatte mit drei Frauen 18 leibliche Kinder: Aus seiner ersten Ehe mit Claudette Saurat (ca. 1610–1639) gingen drei Söhne hervor, mit seiner zweiten Frau Suzanne de Laurens (* ca. 1620), die er am 18. Juni 1640 heiratete, hatte er einen Sohn und zwei Töchter und mit seiner dritten Ehefrau Diane de Pontevès d’Amirat (* ca. 1620), die er im Jahr 1645 ehelichte, hatte er je sechs Jungen und Mädchen.

## Leben und Beruf

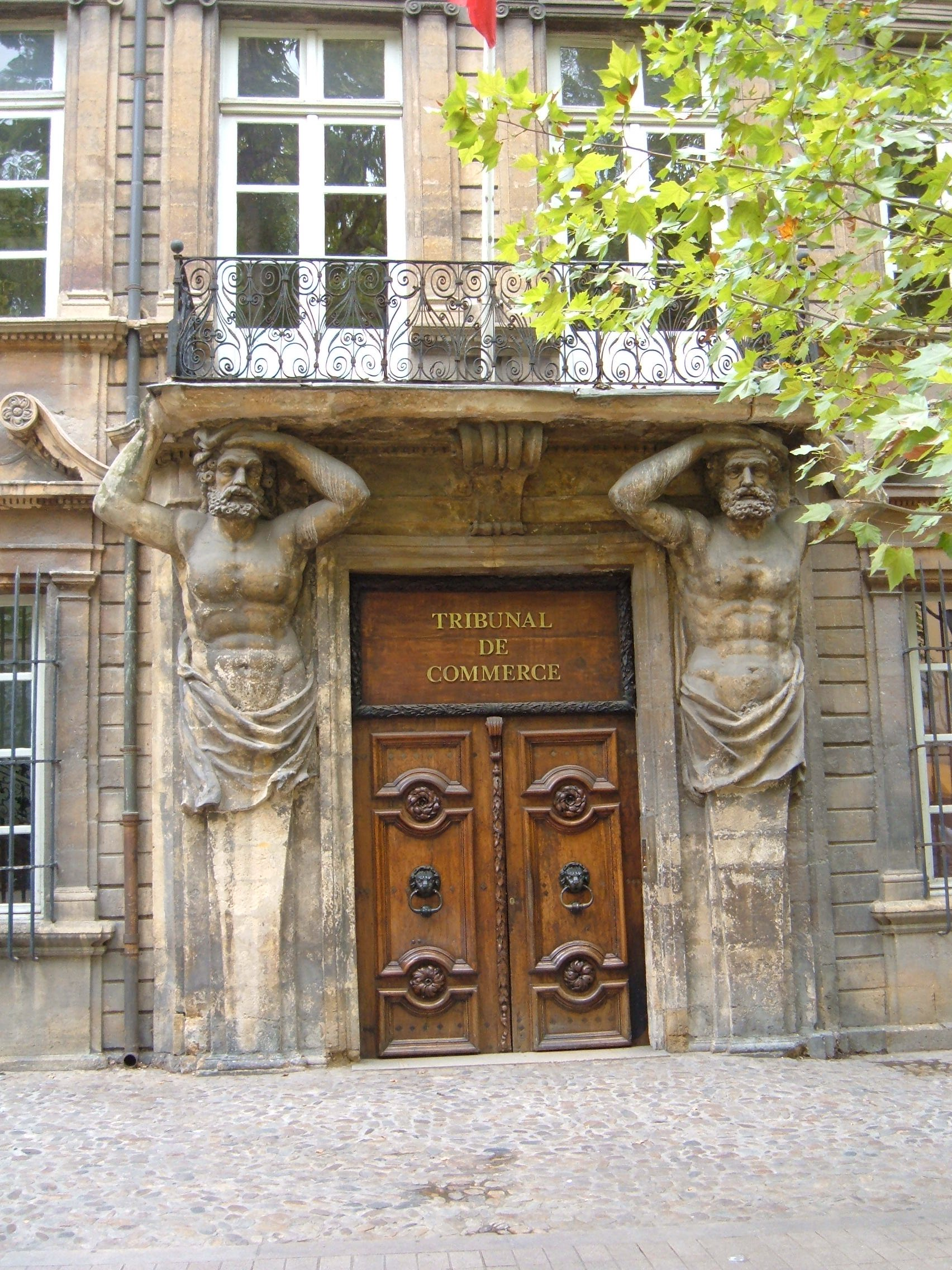
Hôtel Maurel de Pontevès

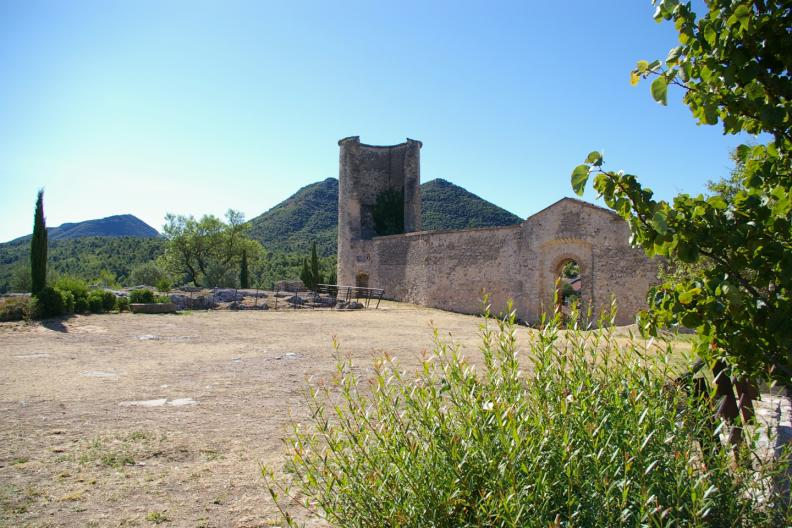
Château de Pontevès

Über die Ausbildung von Pierre ist nichts bekannt, er erreichte jedoch schnell einen guten sozialen Status. 1630 wurde er zusammen mit seinem Bruder Antoine in Aix-en-Provence zum provençalischen Generalpostmeister (Maitre des courrier de la generalité de Provence) ernannt. Mit diesem Postmonopol verstand er es schnell, wichtige Handelsgeschäfte zu tätigen, die dem Tuchgeschäft der Familie zugutekamen. Schon zu dieser Zeit bürgerte sich die Bezeichnung Krösus der Provence ein. Pierre hatte noch ehrgeizige Pläne. Zunächst wurde er 1639 zum Rechnungsprüfer des Rechnungshofes ernannt, was ihn sozial deutlich aufwertete, weil er damit in den Adelsstand aufstieg. Seine zweite Frau, die dem angesehenen Adel angehörte, ehelichte er 1640 genau zu dieser Zeit. Sie starb schon bald darauf, hinterließ ihm aber drei gemeinsame Kinder. Auch seine dritte Frau hatte eine adelige Herkunft. Pierre Maurel wurde zum Richter bestellt.
Für die immer größer werdende Familie und soziale Stellung benötigte er eine Residenz, die dem Rechnung trug. Er erwarb dazu am Cours Mirabeau nahe dem Erzbischöflichen Palais zwischen der Rue du Quatre-Septembre und der Rue Frederic-Mistral einen Bauplatz und errichtete dort sein Stadtpalais, östlich davon für einen seiner Söhne ein weiteres. Dies waren die ersten beiden der vier Gebäude am heute als städtebauliche Einheit empfundenen Place des Quatre-Dauphins. Beide Gebäude wurden reich ausgestattet, sowohl außen als auch innen. Allein sein eigenes Palais, das von den Architekten Jean Lombard (1580–1656) und Pierre Pavillon (1612–1670) entworfen, das beeindruckende Eingangsportal mit den zwei flankierenden spiegelbildlichen Atlanten durch Baumeister Jacques de la Fosse (1621–1674) errichtet und von seinem Freund, dem Maler Jean Daret (1614–1668), eingerichtet wurde, kostete 45.000 Livres. Das Palais verweist architektonisch auf den Übergang vom Manierismus zum Barock. Seit 1990 steht das Stadtpalais als Monument historique unter Denkmalschutz und ist mit seinen vielen kulturellen Besonderheiten im Base Mérimée gelistet.
Doch Pierre Maurel war mit seinem Anwesen in Aix noch nicht zufrieden. Als standesgemäß empfand er den Besitz einer Burg. 1650 kaufte er von einem Neffen seiner dritten Frau für 159.000 Livres das verlassene und halb verfallene Château de Pontevès, um es für sich herzurichten. Seitdem nannte er sich Pierre Maurel de Pontevès. 1653 wurde er zum Tresorier des Etats de Provence (Schatzmeister) ernannt. In dieser wichtigen Position konnte er dem Land große Vorschüsse geben und ihm damit wertvolle Dienste erweisen. Bis zu seinem Tod war das Château de Pontevès noch nicht annähernd wiederhergestellt. Er hinterließ seiner großen Anzahl von Erben ein Vermögen von über 2 Mio. Livres. Sein Palais in Aix überließ er testamentarisch dem Staat als Sitz des Strafgerichtshofs des Département Bouches-du-Rhône.
In der Gemeinde Pontevès, aus der seine dritte Frau stammte, erfüllte er einige Wünsche ihrer Bewohner: Neben der Teilwiederherstellung der Burg errichtete er 1662 eine Ölmühle, beteiligte sich am Bau mehrerer Häuser und beseitigte alte Festungsanlagen. Auch der Bau der Kirche Saints-Gervais-et-Protais 1668 fällt genau in diese Zeit. Eine finanzielle Beteiligung Maurels gilt als sicher.